# Попович-Липовац, Иван Юрьевич
Йован Попович-Липовац (на русской службе Иван Юрьевич; серб. Јован Поповић Липовац; 1856—1919) — черногорский офицер, генерал-лейтенант в русской императорской армии, участник шести войн и многих восстаний, белого движения. Также известен как поэт, путешественник, учёный-этнограф, актёр и драматург.

## Биография
По национальности черногорский серб, православного вероисповедания. Родился в деревне Граждани, в семье священника Георгия Поповича. Начальную школу и гимназию окончил в Которе и Белграде. Показал незаурядные способности в изучении истории и литературы, особенно преуспел в иностранных языках: кроме сербского хорошо владел немецким, французским, английским, а также итальянским и русским языком. В 1872 приехал в Россию для обучения в Московском университете (МГУ). В 1875 после окончания третьего курса оставил учёбу, чтобы принять участие в начавшемся в Герцеговине восстании против турок.
Участник сербско-турецкой войны 1876—1877. Сформировав свою чету, отличился с ней в ряде дел, чем стяжал себе репутацию храбреца. В 1876 г. сражался с турками в рядах родных ему черногорских юнаков.
Участник битвы под Вучег До — 18 июля 1876 года. За проявленную храбрость получил боевые награды Сербии и Черногории, в том числе высший в Черногории боевой орден — королевская медаль Милоша Обилича.
В 1877 вернулся в Россию. 04.07.1877 поступил охотником в С-Петербургский местный батальон, откуда перевелся на Кавказ (ближе к месту боевых действий) 21.08.1877 был зачислен в Эриванский 13-й гренадерский полк.
Примерно в то же время сдал экстерном офицерский экзамен по 1-му разряду при Тифлисском пехотном юнкерском училище. В чине портупей-юнкера принял участие в ряде боев на Кавказском театре военных действий.
Участник русско-турецкой войны (1877—1878) гг.
Принимал участие в Авлияр-Аладжинском сражении, командуя охотниками, первым вместе с ними взошел на укрепленую Авлиарскую высоту, за это дело был награждён 30.09.1877 солдатским знаком отличия Св. Георгия 4-й ст.
09.10.1877 под Деве-Бойну ночью с выбранными им охотниками захватил 8 орудий и 32 зарядных ящика у турок, переколов и взяв в плен всю прислугу при них, награждён солдатским знаком отличия Св. Георгия 1-й ст. (пр. 23.10.1877).
За отличие при штурме Эрзерума и за неоднократные отличия, выдающуюся храбрость и распорядительность в делах с турками был произведен из портупей-юнкеров армии в прапорщики гвардии с зачислением в Гренадерский лейб-гвардии полк (ВП 27.06.1878; ст. 28.06.1878; за боевые отличия)
За это дело — воинскую доблесть и беспримерное мужество Император Александр II пожаловал Йован Липовацу имение на берегу Азовского моря с утверждением в потомственном дворянстве Российской империи по Таврической губернии. Сразу затем последовало присвоение воинского звания Подпоручик (пр. 30.08.1878; ст. 15.09.1878).
Участник Ахал-текинской экспедиции генерала Ломакина 1879—1880. Здесь он явил новые подвиги мужества.
Вот как доносил об участии его в штурме Денгил-Тепе генерал-майор гр. Борх:

В деле 28 авг. подпоручик Попович-Липовац по моему личному приказанию во главе охотников, в числе 165 чел., впереди штурмующих колонн, первым бросился на укрепленные позиции при Денгил-Тепе и занял вал, затем бросился в находящиеся за ним и защищаемые неприятелем кибитки и тем значительно облегчил наступление штурмующих колонн. Оставаясь до конца дела в занятых им позициях, он отступил последним, пробившись сквозь массу окружавшего его неприятеля штыками

Участник этой экспедиции князь Туган-Мирза-Барановский, Владимир Александрович
в своих воспоминаниях говорит следующее:

охотники Поповича — Липоваца идя на штурм под сильным огнём неприятеля, дружно пели «Ах вы, сени, мои сени». С этой песней они ворвались в аул и с этой же песнею, умирали в рукопашной схватке…
— "Русские в Ахал-Теке в 1879 г. Туган-Мирза-Барановский В.А."
За этот штурм Йован 28.08.1879 г. был награждён орденом св. Владимира 4-й степени с меч. и бант. (утверждено 26.08.1880)
По возвращении из прикаспийского края поступил в Николаевское инженерное училище, однако оставил учёбу и вышел в отставку (с 05.06.1882), чтобы принять участие в начавшемся в Боснии и Герцеговине восстании против Австрии.
После неудачи восстания попал в руки проавстрийских властей Сербии. Бежал из каземат тюрьмы в крепости Ужица.
За это дело турецкое правительство наградило его за это орденом Османа 2 степени, а австрийское заочно приговорило к смерти (в 1901 году амнистирован).
Когда восстание было подавлено, Йован вернулся в Черногорию, где исполнял обязанности инструктора черногорского войск, будучи при этом личным адъютантом, ставшего впоследствии королём Черногории, черногорского князя Николы Петровича-Негоша, достиг чина бригадного генерала.
С 1893 жил в России (в своем имении в Бердянском уезде Таврической губернии). 06.01.1903 с Высочайшим соизволения вновь поступил в русскую службу в чине полковника гвардии(ст. 06.12.1900), прикомандирован к Гренадерскому лейб-гвардии полку, в котором командовал батальоном для получения ценза на командование.
С (06.01.1903-24.02.1904) назначен в распоряжение начальника Главного штаба.
Участник русско-японской войны 1904—1905 гг.. В декабре 1904 г., находясь на театре военных действий, получил предложение принять один из полков, находившихся в Европейской части России. Однако, чтобы не покидать рядов действующей армии, отказался принять это предложение. Был назначен состоять в распоряжении командующего войсками Манчжурской армии для выполнения задач особой важности и доверия.
После Тюренченского боя (05.1904) ему был вверен для временного командования расстроенный этим боем 22-й Восточно-Сибирский стрелковый полк.
При планировании Вафангоуской операции командующий Маньчжурской армией, считая Ивана Юрьевича человеком, опытным в горной войне, отправил его в распоряжение генерала барона Штакельберга, возложившего на него боевую задачу, которую он с доблестью выполнил при отступлении, командуя авангардом отряда генерала Гласко. Иван Юрьевич выдержал с отрядам упорный бой, в котором был ранен в голову, но остался в строю, спас артиллерию и дал отряду возможность в порядке отступить на свои рубежи.
Затем он принял участие в авангардном бою у Гайчжоу, прикрывая отход артиллерии. 18 июля 1904 г. в бою у дер. Кангуалин, когда войска генерала Засулича вынуждены были отступить под напором сильнейшего неприятеля, Иван Юрьевич вызвался штыками выбить японцев из отнятой у нас позиции и, получив в своё распоряжение 12 батальонов, действительно выполнил эту задачу, притом потеряв 930 нижних чинов и 63 офицера.

Любо было смотреть, как шел в атаку отряд полковника Йована Поповича-Липоваца; быстро и лихо взбирались стрелки на неприступные массивы; наша атака стройными цепями приводила в восторг всех видевших эту образцовую атаку; с двух сторон бросились в штыки на японцев, которые не выдержали этой отчаянной атаки. После этого молодецкого дела Попович -Липовац занял массив.

За этот подвиг Попович -Липовац был награждён орденом святого Георгия 4 степени.
Во время боев на р. Шахе находился при колонне генерала барона Штакельберга. Когда 4 октября понадобилось занять важный стратегический пункт — «гору с кумирней», генерал Штакельберг приказал генералу Засуличу составить для этого отряд из двух батальонов и двух охотничьих команд при двух пулеметах и выбрать начальником его, испытанного и надежного штаб-офицера, который в действительности готов умереть, а не сдать позиции. Выбор генерала Засулича пал на Поповича — Липоваца который, без артиллерии, в течение 10 дней оборонял гору против 20-тыс. отряда японцев, неоднократно её атаковавших. Потеряв из отряда в 640 чел. большую часть 472 чел., и только по приказанию свыше очистил позицию.
Оборона горы с кумирней, — доносил генерал Куропаткин, — всегда останется примером в военной истории как одна из самых упорных оборон.
Восторженно рассказывает о ней и генерал Ян Гамильтон в своей книге «Записная книжка штабного офицера во время русско-японской войны»

С тех памятных времен прошло уже более века, но несмотря на это и сейчас в далекой Маньчжурии существует переименованная из горы с кумирней подобно поклонному месту — неувядаемой красоте Славянскому Героизму и Славе сопка Липоваца.

Во время Мукденских боев Йован временно командовал отрядом из Царицынского и Верхнеудинского пехотных полков с одной батареей, с которым и оборонял Сюятенскую долину.
Наградами за боевые подвиги в эту войну Ивана Юрьевича были, кроме ордена Святого Георгия 4 степени, золотое Георгиевское оружие ; Орден Святой Анны 2 степени с мечами и Орден Святого Владимира 3 степени с мечами.
После Мукденских боев Липовац получил в командование Верхнеудинский пехотный полк, а затем 1-ю бригаду 5-й Восточно-Сибирской стрелковой дивизии.
С 20.04.1908 в отставке по болезни с мундиром и пенсией, но по без производства в следующий чин, чем был очень обижен. Проживал в Бердянском уезде. В 1910 вновь возбудил ходатайство о присвоении чина генерал-лейтенанта, но вновь получил отказ.
В 1912-13 в ходе 1-й Балканской войны участвовал в осаде турецкой крепости Скутари в рядах черногорской армии, получил четыре ранения.
С началом Великой войны подал рапорт и 29.08.1914 был определён на службу, с назначением командиром 2-й бригады 9-й пех. дивизии.
17.10.1914 был назначен бригадным командиром 60-й пех. дивизии, а с 19.12.1914 — вновь командиром бригады 9-й пех. дивизии.
В январе 15 года его бригада в составе группы войск генерала Каледина вела боевые действия против Австро-венгров в горах на Ужгородском направлении.
10.04.1915 в чине генерал-майора был назначен командиром 2-й бригады 48-й пех. дивизии. За боевые отличия награждён орденами св. Анны 1-й ст. с мечами и св. Владимира 2-й ст. с мечами. В бою 23.04.1915 у Дуклинского перевала был тяжело ранен, эвакуирован в тыл. Награждён орденом Св. Станислава 1-й ст. с мечами (ВП 27.02.1915) 
В 06.1915, в связи с отсутствием каких-либо сведений о нём, за ранением отчислен от должности. С 08.07.1915 был назначен в резерв чинов при штабе Минского ВО. Ген-лейтенант (пр. 24.01.1916; ст. 19.12.1914; за боевые отличия).
После Февральской революции на время войны состоял в распоряжении Военного министра (с 17.04.1917). Когда генерал Корнилов был назначен командующим войсками Петроградского ВО, он предлагал Попович -Липовацу должность своего помощника.
Зимой 1917—1918 гг. находился в своем имении. Участник Бердянского восстания в апреле 1918 года. Организатор дружины против большевиков. Арестовал «9 Советов». Во время встречи с отрядом полковника Дроздовского, Попович-Липовац, как авторитетное лицо, участвовал в переговорах с местными властями, способствовал обеспечению отряда Дроздовского, следовавшего через Бердянск, необходимыми жизненными припасами. Полковник Абальянц вспоминал: 

В штаб явился генерал от кавалерии Попович-Липовац. Вытянувшись, я предложил себя в его распоряжение. «Не ты в моем распоряжении, а я в твоем, мой сын», — ответил старый генерал… мы снабдили полковника 20 пулеметами, винтовками, патронами, снарядами в таком количестве, какое они смогли поднять, также сахаром, обмундированием, бензином, лошадьми и т. п. — Вестник Первопоходника, № 51 — 52
Участник Белого движения в рядах ВСЮР. В мае 1919 года эмигрировал из Севастополя во Францию .
Умер в военном госпитале в Париже 17 августа 1919 года.
С подобающими высочайшими воинскими почестями в торжественной обстановке состоялись похороны на которых кроме его семьи и друзей, присутствовали члены королевской фамилии Николы I Петровича, дипломаты и военные нового, к тому времени уже созданного государства — Королевства сербов, хорватов и словенцев, французские военные, французский премьер Клемансо прислал своего личного адъютанта, выражая тем самым уважение к покойному, а также многочисленные русские офицеры различных чинов и званий, знаменитости от интеллигенции и другие граждане Российской империи.
Похоронен на русском кладбище в Сент-Женевьев-де-Буа под Парижем. Могила Генерала от инфантерии Ивана Юрьевича Поповича-Липоваца сохранена.
Мне одного рожденья мало,
 Расти бы мне из двух корней,
 Жаль, Черногория не стала ,
Второю Родиной моей...

Пока курок в ружье не стёрся,
Стреляли с седел и с колен, – 
И в плен не брали черногорца – 
Он просто не сдавался в плен.
В. С. Высоцкий

## Семья
- Отец — Попович Георгий серб. Ђорђе Поповић Липовац служил православным священником в деревне Граждани Черногория.
- Супруга — Попович-Липовац (ур. Радонич) Иоанна (Анна) Степановна (1873—1954). Похоронена на русском кладбище в Сент-Женевьев-де-Буа под Парижем.
- Дочь — Елена Ивановна (25.05.1895-16.05.1957), с 1911 жила в Париже с мужем, скульптором С. А. Юрьевичем. Супруги похоронены на русском кладбище в Сент-Женевьев-де-Буа.
- Сын — Попович-Липовац Владислав Иванович (р. ок. 1896 — 25 июня 1934) Окончил в 12.07.1914 г. Николаевское кавалерийское училище (1-й разряд, из юнкеров корнетом в лейб-гвардии Кирасирский Его Величества полк) Ротмистр л.-гв. Кирасирского Её Величества полка. В Вооруженных силах Юга России. В эмиграции в Югославии. Ум. 25 июня 1934 в Мариборе (Югославия).
- Сын — Липовац Георгий Иванович (6.9.1897 — 2/15.11.1941) поручик 9-го гусарского Киевского полка. Похоронен на кладбище для иностранцев в Риме[9]

## Награды (сп. неполн.)
- знак отличия военного ордена Св. Георгия 4-й ст. (30.09.1877);
- знак отличия военного ордена Св. Георгия 1-й ст. (пр. 23.10.1877);
- орден Св. Владимира 4-й степени с меч. и бант. (26.08.1880);
- орден Св. Георгия 4-й ст. (ВП 15.07.1908);[10]

- золотое оружие «За храбрость» (ВП 05.02.1906);
- орден Св. Анны 2 степени с меч. и(утв. ВП 17.12.1906);
- орден Св. Владимира 3 степени с меч. (до 09.1908; за русско-японскую войну);
- орден Св. Анны 1-й ст. с мечами (ВП 12.02.1916);
- орден Св. Владимира 2-й ст. с мечами (ВП 24.05.1916);
- орден Св. Станислава 1-й ст. с мечами (ВП 27.02.1915);

### Иностранные
- высший в Черногории боевой орден — золотая королевская медаль Милоша Обилича года.(1876);
- турецкое правительство наградило*— орденом Османа 2 степени.(1883).[11]

## Литерат. наследие
- поэмы
  - «Барьяктар» («Знаменосец»),
  - «Манита-Майка» («Сумасшедшая мать»)
- направленные против немецкого господства над балканскими славянами, книги:
  - «Россия и Черногория со времен Петра I»
  - «Македонский вопрос»
  - «Обычаи черногорского народа»
- «Обычаи ахалтекинцев»
- ряд политических статей в русской и иностранной прессе.